# Pavlova vas
Pavlova vas je naselje u Općini Brežice u istočnoj Sloveniji. Pavlova vas se nalazi u pokrajini Štajerskoj i statističkoj regiji Donjoposavskoj. 

## Stanovništvo
Prema popisu stanovništva iz 2002. godine Pavlova vas je imala 194 stanovnika.

### Etnički sastav
1991. godina:
- Slovenci: 192 (95%)
- Hrvati: 1
- nepoznato: 9 (4,6%)

## Vanjske poveznice
- Satelitska snimka naselja  Arhivirana inačica izvorne stranice od 29. srpnja 2017. (Wayback Machine)